# Alou Kuol
Alou Kuol (Khartoum, 5 luglio 2001) è un calciatore sudanese, naturalizzato australiano attaccante dei C.C. Mariners.

## Biografia
Nato in Sudan, all'età di tre anni si trasferisce in Egitto con i suoi genitori, prima di partire alla volta dell'Australia dopo un anno.

## Carriera

### Club
Con i C.C. Mariners vince la Coppa dell'AFC 2023-2024 e il campionato australiano.

### Nazionale
Ha giocato nella nazionale australiana Under-23.

## Palmarès

### Club

#### Competizioni nazionali
- A-League Men: 1

C.C. Mariners  2023-2024

#### Competizioni internazionali
- Coppa dell'AFC: 1

C.C. Mariners  2023-2024